# Fases preliminares da Copa Libertadores da América de 2022
As fases preliminares da Copa Libertadores da América de 2022 foram disputadas entre 8 de fevereiro e 17 de março do respectivo ano. Consistiu-se em três fases eliminatórias, onde ao final da terceira os vencedores classificaram-se para a fase de grupos.
As equipes se enfrentaram em jogos eliminatórios de ida e volta, classificando-se a que somasse o maior número de pontos. Em caso de igualdade em pontos, a vaga seria definida em disputa por pênaltis.

## Primeira fase
A primeira fase foi disputada por seis equipes provenientes de Bolívia, Equador, Paraguai, Peru, Uruguai e Venezuela. Os confrontos desta fase foram definidos através de sorteio.
| Chave | Equipe 1                  | Total       | Equipe 2               | Ida | Volta |
| ----- | ------------------------- | ----------- | ---------------------- | --- | ----- |
| E1    | Montevideo City Torque    | 1–1 (7−8 p) | Barcelona de Guayaquil | 1–1 | 0–0   |
| E2    | Deportivo Lara            | 2–7         | Bolívar                | 2–3 | 0–4   |
| E3    | Universidad César Vallejo | 0–3         | Olimpia                | 0–1 | 0–2   |

Todas as partidas estão em horário local.

### Chave E1
| 8 de fevereiro | Montevideo City Torque | 1 − 1     | Barcelona de Guayaquil | Estádio Centenario, Montevidéu |
| 21:30 (UTC−3)  | Zeballos 64'           | Relatório | Mastriani 7'           | Árbitro: ARG Darío Herrera     |

| 15 de fevereiro | Barcelona de Guayaquil | 0 − 0     | Montevideo City Torque | Estádio Monumental, Guaiaquil |
| 19:30 (UTC−5)   |                        | Relatório |                        | Árbitro: BRA Anderson Daronco |

|                                                                           |       | Penalidades                                               |  |
| Garcés Perlaza B. Castillo Martínez Piñatares Preciado E. Castillo Leonai | 8 − 7 | Cejas Peña Arismendi Siri Allende Morales Guzmán Chocobar |  |

1–1 no placar agregado, Barcelona de Guayaquil venceu por 8–7 na disputa de pênaltis.

### Chave E2
| 9 de fevereiro | Deportivo Lara           | 2 − 3     | Bolívar                          | Estádio La Carolina, Barinas |
| 18:15 (UTC−4)  | Chirinos 2' · Meleán 28' | Relatório | Bruno Sávio 21' · Chico 34', 39' | Árbitro: PAR Éber Aquino     |

| 16 de fevereiro | Bolívar                                                   | 4 − 0     | Deportivo Lara | Estádio Hernando Siles, La Paz |
| 18:15 (UTC−4)   | Sagredo 37' · Bruno Sávio 68' · Guitián 76' · Miranda 81' | Relatório |                | Árbitro: BRA Wilton Sampaio    |

Bolívar venceu por 7–2 no placar agregado.

### Chave E3
| 9 de fevereiro | Universidad César Vallejo | 0 − 1     | Olimpia     | Estádio Nacional, Lima        |
| 19:30 (UTC−5)  |                           | Relatório | Recalde 29' | Árbitro: VEN Jesús Valenzuela |

| 16 de fevereiro | Olimpia                 | 2 − 0     | Universidad César Vallejo | Estádio Defensores del Chaco, Assunção |
| 21:30 (UTC−3)   | Paiva 34' · Cardozo 83' | Relatório |                           | Árbitro: ARG Facundo Tello             |

Olimpia venceu por 3–0 no placar agregado.

## Segunda fase
A segunda fase foi disputada por 16 equipes, sendo 13 delas provenientes de todas as dez associações sul-americanas, mais os três vencedores da fase anterior. Os confrontos desta fase foram definidos através de sorteio.
| Chave | Equipe 1               | Total       | Equipe 2             | Ida | Volta |
| ----- | ---------------------- | ----------- | -------------------- | --- | ----- |
| C1    | Millonarios            | 1–4         | Fluminense           | 1–2 | 0–2   |
| C2    | Audax Italiano         | 1–2         | Estudiantes          | 1–0 | 0–2   |
| C3    | Bolívar                | 1–3         | Universidad Católica | 1–1 | 0–2   |
| C4    | América Mineiro        | 3–3 (5−4 p) | Guaraní              | 0–1 | 3–2   |
| C5    | Barcelona de Guayaquil | 3–0         | Universitario        | 2–0 | 1–0   |
| C6    | Plaza Colonia          | 2–3         | The Strongest        | 2–0 | 0–3   |
| C7    | Everton                | 3–1         | Monagas              | 3–0 | 0–1   |
| C8    | Olimpia                | 4–2         | Atlético Nacional    | 3–1 | 1–1   |

Todas as partidas estão em horário local.

### Chave C1
| 22 de fevereiro | Millonarios | 1 − 2     | Fluminense                | Estádio El Campín, Bogotá  |
| 19:30 (UTC−5)   | Sosa 7'     | Relatório | David Braz 43' · Cano 77' | Árbitro: ARG Darío Herrera |

| 1 de março    | Fluminense              | 2 − 0     | Millonarios | Estádio São Januário, Rio de Janeiro |
| 21:30 (UTC−3) | Willian 61' · Arias 73' | Relatório |             | Árbitro: ARG Fernando Rapallini      |

Fluminense venceu por 4–1 no placar agregado.

### Chave C2
| 23 de fevereiro | Audax Italiano | 1 − 0     | Estudiantes | Estádio El Teniente, Rancagua   |
| 21:30 (UTC−3)   | Henríquez 6'   | Relatório |             | Árbitro: URU Christian Ferreyra |

| 2 de março    | Estudiantes            | 2 − 0     | Audax Italiano | Estádio Jorge Luis Hirschi, La Plata |
| 21:30 (UTC−3) | Rogel 45+1' · Díaz 84' | Relatório |                | Árbitro: BRA Wilton Sampaio          |

Estudiantes venceu por 2–1 no placar agregado.

### Chave C3
| 23 de fevereiro | Bolívar  | 1 − 1     | Universidad Católica | Estádio Hernando Siles, La Paz |
| 18:15 (UTC−4)   | Chico 8' | Relatório | Díaz 11'             | Árbitro: CHI Piero Maza        |

| 2 de março    | Universidad Católica  | 2 − 0     | Bolívar | Estádio Olímpico Atahualpa, Quito |
| 17:15 (UTC−5) | Zamora 10' · Díaz 35' | Relatório |         | Árbitro: BRA Raphael Claus        |

Universidad Católica venceu por 3–1 no placar agregado.

### Chave C4
| 23 de fevereiro | América Mineiro | 0 − 1     | Guaraní      | Estádio Independência, Belo Horizonte |
| 19:15 (UTC−3)   |                 | Relatório | Colmán 90+1' | Árbitro: COL Wilmar Roldán            |

| 2 de março    | Guaraní                              | 2 − 3     | América Mineiro                                     | Estádio Defensores del Chaco, Assunção |
| 19:15 (UTC−3) | F. Fernández 13' (pen) · Cáceres 15' | Relatório | Wellington Paulista 59', 74' · Vásquez 90+2' (g.c.) | Árbitro: ARG Facundo Tello             |

|                                                                |       | Penalidades                                                                       |  |
| Ayala Ortiz Á. Benítez Bareiro Vásquez Ferreira Rob. Fernández | 4 − 5 | Wellington Paulista Iago Maidana Henrique Almeida Ramírez Rodolfo Patric Everaldo |  |

3–3 no placar agregado, América Mineiro venceu por 5–4 na disputa de pênaltis.

### Chave C5
| 23 de fevereiro | Barcelona de Guayaquil       | 2 − 0     | Universitario | Estádio Monumental, Guaiaquil |
| 19:30 (UTC−5)   | E. Castillo 60' · Garcés 80' | Relatório |               | Árbitro: VEN José Argote      |

| 2 de março    | Universitario | 0 − 1     | Barcelona de Guayaquil | Estádio Nacional, Lima      |
| 19:30 (UTC−5) |               | Relatório | Martínez 66'           | Árbitro: URU Andrés Matonte |

Barcelona de Guayaquil venceu por 3–0 no placar agregado.

### Chave C6
| 22 de fevereiro | Plaza Colonia   | 2 − 0     | The Strongest | Estádio Centenario, Montevidéu |
| 21:30 (UTC−3)   | Mascia 19', 39' | Relatório |               | Árbitro: BRA Bruno Arleu       |

| 1 de março    | The Strongest             | 3 − 0     | Plaza Colonia | Estádio Hernando Siles, La Paz |
| 20:30 (UTC−4) | Amaral 2' · Prost 6', 59' | Relatório |               | Árbitro: COL Jhon Ospina       |

The Strongest venceu por 3–2 no placar agregado.

### Chave C7
| 22 de fevereiro | Everton                      | 3 − 0     | Monagas | Estádio Sausalito, Viña del Mar |
| 19:15 (UTC−3)   | Di Yorio 17', 52' · Sosa 25' | Relatório |         | Árbitro: BOL Ivo Méndez         |

| 1 de março    | Monagas         | 1 − 0     | Everton | Estádio Monumental, Maturín |
| 18:15 (UTC−4) | Ó. González 46' | Relatório |         | Árbitro: BOL Gery Vargas    |

Everton venceu por 3–1 no placar agregado.

### Chave C8
| 24 de fevereiro | Olimpia                       | 3 − 1     | Atlético Nacional | Estádio Defensores del Chaco, Assunção |
| 21:30 (UTC−3)   | Silva 7' · Cardozo 81', 90+2' | Relatório | Barrera 46'       | Árbitro: ARG Néstor Pitana             |

| 3 de março    | Atlético Nacional | 1 − 1     | Olimpia     | Estádio Atanasio Girardot, Medellín |
| 19:30 (UTC−5) | Andrade 46'       | Relatório | Salcedo 57' | Árbitro: ARG Patricio Loustau       |

Olimpia venceu por 4–2 no placar agregado.

## Terceira fase
A terceira fase foi disputada pelas oito equipes vencedoras da fase anterior. Os cruzamentos foram predeterminados, sendo que a equipe de melhor ranking realizou o jogo de volta em casa. Os vencedores de cada confronto se classificaram à fase de grupos.
| Chave | Equipe 1             | Total       | Equipe 2               | Ida | Volta |
| ----- | -------------------- | ----------- | ---------------------- | --- | ----- |
| G1    | Fluminense           | 3–3 (1−4 p) | Olimpia                | 3–1 | 0–2   |
| G2    | Everton              | 0–2         | Estudiantes            | 0–1 | 0–1   |
| G3    | Universidad Católica | 1–2         | The Strongest          | 0–0 | 1–2   |
| G4    | América Mineiro      | 0–0 (5−4 p) | Barcelona de Guayaquil | 0–0 | 0–0   |

Todas as partidas estão em horário local.

### Chave G1
| 9 de março    | Fluminense                        | 3 − 1     | Olimpia         | Estádio Nilton Santos, Rio de Janeiro |
| 21:30 (UTC−3) | Cano 11', 68' · Luiz Henrique 47' | Relatório | D. González 16' | Árbitro: ARG Facundo Tello            |

| 16 de março   | Olimpia                 | 2 − 0     | Fluminense | Estádio Defensores del Chaco, Assunção |
| 21:30 (UTC−3) | Recalde 36' · Paiva 89' | Relatório |            | Árbitro: CHI Roberto Tobar             |

|                                    |       | Penalidades               |  |
| Quintana Camacho Ortiz D. González | 4 − 1 | Willian Felipe Melo André |  |

3–3 no placar agregado, Olimpia venceu por 4–1 na disputa de pênaltis.

### Chave G2
| 9 de março    | Everton | 0 − 1     | Estudiantes    | Estádio Sausalito, Viña del Mar |
| 19:15 (UTC−3) |         | Relatório | Pellegrini 79' | Árbitro: BRA Bruno Arleu        |

| 16 de março   | Estudiantes | 1 − 0     | Everton | Estádio Jorge Luis Hirschi, La Plata |
| 19:15 (UTC−3) | Rogel 33'   | Relatório |         | Árbitro: VEN Jesús Valenzuela        |

Estudiantes venceu por 2–0 no placar agregado.

### Chave G3
| 10 de março   | Universidad Católica | 0 − 0     | The Strongest | Estádio Olímpico Atahualpa, Quito |
| 19:30 (UTC−5) |                      | Relatório |               | Árbitro: URU Andrés Matonte       |

| 17 de março   | The Strongest            | 2 − 1     | Universidad Católica | Estádio Hernando Siles, La Paz |
| 20:30 (UTC−4) | Triverio 2' · Amaral 84' | Relatório | Díaz 7'              | Árbitro: BRA Wilton Sampaio    |

The Strongest venceu por 2–1 no placar agregado.

### Chave G4
| 8 de março    | América Mineiro | 0 − 0     | Barcelona de Guayaquil | Estádio Independência, Belo Horizonte |
| 21:30 (UTC−3) |                 | Relatório |                        | Árbitro: ARG Darío Herrera            |

| 15 de março   | Barcelona de Guayaquil | 0 − 0     | América Mineiro | Estádio Monumental, Guaiaquil |
| 19:30 (UTC−5) |                        | Relatório |                 | Árbitro: ARG Patricio Loustau |

|                                              |       | Penalidades                                                             |  |
| Piñatares B. Castillo Martínez Quiñónez Díaz | 4 − 5 | Wellington Paulista Iago Maidana Felipe Azevedo Ramírez Juninho Valoura |  |

0–0 no placar agregado, América Mineiro venceu por 5–4 na disputa de pênaltis.